# Карлове Вари
Карлове Вари (чеш. Karlovy Vary) је значајан град и светски познато бањско лечилиште на северозападу Чешке Републике и Бохемије. Карлове Вари су седиште управне јединице Карловарски крај, где чине засебан округ Карлове Вари.
Карлове Вари су једна од најпознатијих бања у целом свету. Велики део данашње славе град дугује и изузетно лепо очуваној архитектури уоквиреној очуваном природом на околним брдима.

## Порекло назива
Карлове Вари су назване по оснивачу, Карлу IV, који је основао град око 1370. године.

## Географија
Карлове Вари се налазе у северозападном делу Чешке републике и удаљене су од главног града Прага 130 км западно.

### Рељеф
Карлове Вари се налазе на крајњем североистоку Чешко-Моравске висоравни, у горњем делу тока реке Охрже. Град и околина су на изразито покренутом терену, на око 450 m надморске висине. Северно од града издижу се Крушне горе, а јужно Славикова шума, као веома шумовите планине. Недалеко од града су заштићене области Славикова шума и Војне управе Храдишће са карактеристичном фауном и флором која је такође богата на минеролошка открића. Околина града је такође богата на лежишта каолина светског квалитета.

### Клима
Клима области Карлових Вари је умерено континентална.

### Воде
Град Карлове Вари се образовао на токовима три реке: Охрже, Ролаве и Тепле. Све реке у градском подручју имају уске долине. Река Тепла је посебно чувена по својој топлој води.

## Историја
Подручје Карлових вари је било насељено још у време праисторије. Приближно око 1350. године цар Карло IV је боравио у оближњем Локту и посетио околне шуме. На месту где су се према неким подацима налазили топли извори дао је основати бању Horké Lázně u Lokte, која је касније преименована у Карлове Вари, и уделио овој бањи иста права као и Локту.
Лекар Вацлав Пајер је 1522. године у Лајпцигу издао прву научну књигу о Карловим Варима и њиховом лековитом дејству. После 60 година град је задесила велика поплава, а 1604. и 1759. године велики пожари који су уништили град.
Године 1807. године у граду је почела производња ликера Бехеровка који је постао у наредним годинама познат у Чешкој, али и у свету. Друге гране индустрије су почеле да се развијају 1844. године. Од 1870. године је град спојен железничком мрежом. Крајем 19. века Карлове Вари се архитектонски мењају појавом грађевина у стилу необарока, неокласицизма и неоренесансе. Тада град постоје монденско место у које су долазили владари, племићи и богата господа.
За време прве Чехословачке републике у граду је 1929. године отворен аеродром за имућније госте. После Другог светског рата долази до одлива немачког становништва из Карлових Вари у Немачку. У Карловим Варима је 1946. године настао међународни филмски фестивал који је довео до посета филмских ентузијаста из целог света.
У време комунизма 1948. године долази до подржављивања бањског лечилишта које је поново приватизовано после Плишане револуције 1989. године. Данас су Карлове Вари поново једна од најпознатијих светских бања.

## Становништво
Карлове Вари данас имају око 53.000 становника и последњих година број становника у граду стагнира. Поред Чеха у граду живе и Словаци и Роми.

## Партнерски градови
- Баден-Баден
- Касино
- Бернкастел-Куес
- Омск
- Varberg Municipality
- Карлсбад
- Еилат
- Kusatsu
- Локарно

## Галерија
- Руска православна Црква св. Павла
- Начичкани стари хотели
- Извор воде у колонадама
- Врело
- Река Тепла